# Renzo Minoli
Renzo Minoli (Milano, 6 maggio 1904 – Milano, 18 aprile 1965) è stato uno schermidore italiano, specializzato nella spada. Ha vinto una medaglia d'oro (con Giulio Basletta, Marcello Bertinetti, Giancarlo Cornaggia-Medici, Carlo Agostoni e Franco Riccardi) ed una d'argento nella scherma ai Giochi olimpici.

## Palmarès
In carriera ha ottenuto i seguenti risultati:

### Giochi olimpici
Individuale
A squadre
- Oro nella spada ad Amsterdam 1928
- Argento nella spada a Los Angeles 1932

### Mondiali
Individuale
A squadre
- Oro nella spada a Vienna 1931
- Oro nella spada a Budapest 1933
- Argento nella spada a Liegi 1930

### Campionati italiani
Individuale
- Oro nella spada nel 1925

A squadre